# Генюшас, Пятрас
Пятрас Генюшас (лит. Petras Geniušas; род. 6 февраля 1961, Вильнюс) — литовский пианист. Сын Римаса Генюшаса, брат Юлиуса Генюшаса. Лауреат Национальной премии Литвы по культуре и искусству (1992).

## Биография
Учился в Вильнюсской консерватории у Юргиса Карнавичуса, затем в 1985 году окончил Московскую консерваторию по классу Веры Горностаевой. Женился на её дочери, пианистке Ксении Кнорре; их сын Лукас Генюшас (род. 1 июля 1990 года) также стал пианистом, лауреатом II премии XVI Конкурса пианистов имени Шопена (2010).
С 1990 г. преподаёт в Вильнюсской консерватории, с 1999 г. профессор. В 1996—1998 гг. преподавал в лондонской Королевской академии музыки.
Лауреат Национальной премии Литвы по культуре и искусству (1992).
Кавалер ордена Великого князя Литовского Гядиминаса (2015).